# Convento de las Concebidas
El Convento de las Concebidas fue el nombre popular con el que se conocía al Convento de la Purísima Concepción, el primer monasterio femenino de la ciudad de La Paz, construido a mediados del siglo XVII.

## Historia
Fue fundado el 8 de diciembre de 1663 bajo la advocación de la Orden de la Inmaculada Concepción y fue puesto a cargo de dos religiosas, las reverendas madres María Arce de la Vega y María Catalina Sufike. 
Se trataba de un edificio ubicado entre las actuales calles Ingavi y Genaro Sanjinés, en el centro de la ciudad de La Paz, en la época colonial la calle Ingavi era conocida como la calle de las concebidas por el conocido convento. Incluso el puente al final de la calle, construido en 1720, llevó el nombre de puente de las concebidas. El edificio tenía dos enormes puertas gemelas como ingreso principal, un campanario y 3 patios interiores. El estilo en el que se construyó respondía al barroco mestizo.
Dentro del convento existían dos tipos de monjas, las de velo negro y las de velo blanco. Las monjas de velo negro eran las de más alto rango en el convento y generalmente provenían de familias adineradas y de origen noble, al ingresar a la orden sus familias se habían encargado de cubrir todas sus necesidades con rentas anuales que les permitía a estas monjas llevar una vida sin necesidades, se conoce que para el siglo XVIII una monja requería al menos 350 pesos anuales para pagar su alimentación y subsistencia dentro del convento, las monjas de velo negro tenían rentas superiores a los 1000 pesos anuales y varias de ellas habían sido recibidas en el claustro con una esclava personal o incluso varias sirvientas. En cuanto a las monjas de velo blanco se trataba de mujeres con condiciones económicas escasas pero que al sentir el llamado de su vocación deciden ingresar a la orden cubriendo una cuota mínima para su ingreso y realizando todo tipo de trabajos dentro del convento para cubrir sus gastos de manutención.  
Durante los ataques indígenas que recibió la ciudad en 1781 y en 1811, el campanario del convento fue utilizado por los soldados como un punto de vigilancia. Es durante 1811 que la abadesa sor Tomasa Del Corazón de Jesús es amenazada de muerte por los sublevados si no expulsaba a los vigías del campanario, ella se presentó a las autoridades y reafirmó su apoyo a los defensores de la ciudad, esta monja era hermana de Francisco Tadeo Díez de Medina, el juez que había condenado a muerte al indígena Túpac Katari.  
El convento estuvo muy ligado a la élite de la ciudad, principalmente porque en aquella época se reconocía un alto estatus a las familias que tuviesen hijos en monasterios o conventos. El ingreso a estos establecimientos no era fácil y se requería que la familia realice importantes donaciones para que uno de sus miembros sea aceptado, es debido a estos aportes que para el año 1786 el convento era propietario de 22 haciendas en toda la Intendencia de La Paz y tenía a su cargo 2756 indígenas en estado de servidumbre. Incluso el convento fue propietario de la hacienda Qucacocani, cerca de Ococbaya, se trataba de una propiedad rural trabajada totalmente por esclavos que cultivaban coca. Esto convertía al convento en la institución eclesiástica con mayor cantidad de tierras en la región, esta situación se mantuvo hasta la década de 1920 donde todavía controlaba 14 haciendas.
Aunque al pasar del sistema colonial a la República de Bolivia se dieron cambios significativos en la relación del Estado con el Clero, el convento supo mantener cierta posición de preeminencia a cambio de hacer concesiones. Por ejemplo, a partir de febrero de 1845 el gobierno destinaba a un mayordomo general encargado de administrar las haciendas del convento con el pretexto de que las monjas debían permanecer en una vida contemplativa por lo que no podían administrar sus propiedades de manera directa, esta situación cambió el 3 de diciembre de 1845 cuando las monjas solicitaron la anulación de este cargo y el gobierno determinó que un administrador general nombrara a los mayordomos necesarios para la administración de éstas propiedades. Finalmente el 20 de abril de 1846 las monjas del convento logran que la justicia establezca que la única persona encarga de administrar todos los bienes de la institución es la abadesa del convento.
La Orden de la Inmaculada Concepción decidió construir un nuevo convento a las afueras de la ciudad a inicios del siglo XX en el barrio de Miraflores, se terminó de construir en 1913 pero las religiosas recién se mudaron a este convento el 2 de octubre de 1921. Las religiosas salieron del convento a pie y recorrieron las calles de la ciudad hasta llegar a su nueva residencia, mucha gente se reunió en las calles para ver a las monjas de claustro.
El edificio del convento en el centro de la ciudad fue demolido a inicios de la década de 1920, los arcos de piedra que se encontraban en el patio principal fueron desmontados y vueltos a armar en el patio del Museo Tambo Quirquincho. La propiedad se vendió por lotes y se perdió para siempre uno de los edificios coloniales más importantes de la ciudad de La Paz.

## La fuga del Convento
Un hecho muy singular se vivió en 1894 dentro de este convento, por aquella época fungía como confesor el padre Bavia y como capellán el fraile José Daniel Chávez, ambos muy queridos por las monjas. A principios de ese año llegó como visitador apostólico el fraile español Mariano Martín Jimeno, al parecer el nuevo sacerdote no logró congeniar con sus compañeros de hábito y trató de expulsarlos del convento.
La abadesa Sor Matilde Varela no aceptó los cambios que pretendía el visitador y se puso en contra de éste junto con 18 monjas de las 21 que habitaban el convento, el visitador no dudó en quitarle el puesto a Varela y apoyarse en las únicas monjas que no mostraron resistencia nombrando como nueva abadesa a Sor Mercedes Veintemillas y como vicaria a Sor Rosa García. La nueva abadesa pidió las llaves del convento a su predecesora pero ésta se negó y en compañía de las otras monjas se dirigieron a las puertas del convento, las abrieron y salieron huyendo.
Esta fuga no había sido una idea repentina de las religiosas, se supo que las monjas Leonor Sainz, Balvina Pasaman y Plácida Camacho habían organizado a las criadas del convento para que sacaran todas pertenencias de las hermanas e incluso el archivo de la institución. 
El objetivo de las monjas era hacer notar su molestia y llevar el caso ante el obispo Juan José Valdivia, cada monja había abandonado el convento con sus criadas personales, en algún caso una monja tenía hasta 8 sirvientas. Las 19 monjas y sus criadas se dirigieron al palacio episcopal donde el obispo las recibió solamente para excomulgarlas.
Una vez controlada la fuga de las monjas, el obispo decidió la suerte de todas ellas. En el caso de las novicias Daria Medina y María Fernández se decidió regresarlas a sus familias pues aún no habían jurado sus votos y con la fuga demostraban no tener la vocación necesaria. Las monjas Leonor Sainz, Balvina Pasaman, Plácida Camacho y Carlota Rodas fueron admitidas nuevamente en el convento donde pasarían ayunos y penitencias. La monja Fortunata Valdivia presentó signos de locura tras el evento por lo que fue enviada a un sanatorio. El resto de las monjas fueron recibidas en el monasterio de las Carmelitas donde también se las puso en ayuno y penitencia.

## El convento y laFiesta del Gran Poder
La popular Fiesta del Gran Poder tiene origen en un cuadro que llegó al convento entre las propiedades de la novicia Genoveva Carrión en 1826, se trataba de un cuadro muy antiguo y se cree que fue pintado en el siglo XVIII. Se trataba de un cuadro característico de la etapa colonial que representaba a la Santísima Trinidad, mostraba un solo cuerpo con tres rostros: El Padre, el Hijo y el Espíritu Santo. Sor Genoveva atesoró el cuadro hasta su fallecimiento y lo legó a las hermanas Irene Sarabia y María Belmonte, estas hermanas abandonaron el convento a finales del siglo XIX y se llevaron el cuadro con ellas. Al no tener un lugar propio, las mujeres alquilaron varias viviendas donde quedarse a lo largo de los años, se fue expandiendo la creencia de que el cuadro obraba milagros en las casas donde se alojaba y mucha gente pedía visitarlo.
El párroco del Rosario alquiló una vivienda para que el cuadro pueda ser visitado por todos los fieles en 1920, la casa se encontraba en el barrio de Chijini y los vecinos del lugar organizaron las primeras fraternidades folclóricas para venerar la imagen. Para 1928 se inició la construcción del Santuario del Señor Jesús del Gran Poder y en 1934 el obispo Augusto Seifert instruyó retocar el cuadro, esto incluyó una transformación total de la imagen que paso de tener tres rostros a mostrar solamente uno, el obispo tomó esta decisión al conocer que la gente le rezaba a un rostro diferente según lo que pidiesen: al rostro del centro le hacían peticiones personales, el de la derecha recibía ruegos por el bien de sus amigos y el de la izquierda recibía ruegos para hacer el mal a los enemigos. Claramente la gente que pedía milagros al cuadro original no entendía el concepto de la Santísima Trinidad al cual estaba orientado el cuadro.
Actualmente la Fiesta del Gran Poder se lleva a cabo el primer domingo después de Pentecostés cuando se celebra la Solemnidad de la Santísima Trinidad.